# NGC 3221
NGC 3221 est une vaste galaxie spirale barrée vue par la tranche et située dans la constellation du Lion. NGC 3221 a été découverte par l'astronome prussien Heinrich Louis d'Arrest en 1862.

## Caractéristiques
Sa vitesse par rapport au fond diffus cosmologique est de 4 429 ± 22 km/s, ce qui correspond à une distance de Hubble de 65,3 ± 4,6 Mpc (∼213 millions d'al). 

NGC 3221 présente une large raie HI et c'est une galaxie lumineuse dans l'infrarouge (LIRG). Elle renferme également des régions d'hydrogène ionisé. La luminosité de la galaxie NGC 3227 dans l'infrarouge lointain (de 40 à 400 µm)  est égale à 8,71 × 109 {\displaystyle L_{\odot }} (109,94{\displaystyle L_{\odot }}) et sa luminosité totale dans l'infrarouge (de 8 à 1 000 µm) est de 1,35 × 1010 {\displaystyle L_{\odot }} (1010,13{\displaystyle L_{\odot }}).
À ce jour, quatre non basées sur le décalage vers le rouge (redshift) donnent une distance de 54,450 ± 2,982 Mpc (∼178 millions d'al), ce qui est à l'extérieur des valeurs de la distance de Hubble. Notons cependant que c'est avec la valeur moyenne des mesures indépendantes, lorsqu'elles existent, que la base de données NASA/IPAC calcule le diamètre d'une galaxie et qu'en conséquence le diamètre de NGC 3221 pourrait être d'environ 62,7 kpc (∼205 000 al) si on utilisait la distance de Hubble pour le calculer.

## Supernova
La supernova SN 1961L a été découverte dans NGC 3221 le 1er juillet 1961 par l'astronome suisse Paul Wild de l'université de Berne. Le type de cette supernova n'a pas été déterminé.